# تغییرات سرزمینی آلمان

امپراتوری آلمان (۱۸۷۱–۱۹۱۸)

تغییرات سرزمینی آلمان شامل تمامی تغییرات در مرزها و قلمرو آلمان از زمان تشکیل آن در سال ۱۸۷۱ تا به امروز است. آلمان مدرن در سال ۱۸۷۱ زمانی که اتو فون بیسمارک اکثر ایالت‌های آلمان را به استثنای اتریش در امپراتوری آلمان متحد کرد، تشکیل شد. پس از جنگ جهانی اول، آلمان حدود ۱۰ درصد از خاک خود را به‌خصوص در مناطق شرقی از دست داد و جمهوری وایمار تشکیل شد. این جمهوری شامل مناطقی در شرق مرز اودر-نایسه هم می‌شد که هم‌اکنون جزئی از کشور لهستان هستند.
دوره حکومت نازی‌ها از اوایل دهه ۱۹۳۰ تا پایان جنگ جهانی دوم خسارات ارضی قابل توجهی برای کشور به همراه داشت. آلمان نازی در ابتدا قلمرو کشور را به‌طور چشمگیری گسترش داد و بیشتر اروپا را تحت تصرف خود درآورد، اگرچه تمام این مناطق به‌طور رسمی به قلمرو آلمان اضافه نشدند. پس شکست حمله نظامی آلمان نازی به اتحاد جماهیر شوروی، ورق به ضرر نازی‌ها برگشت. بعد از شکست‌های متوالی در جنگ رژیم نازی فروپاشید و نیروهای متفقین آلمان را اشغال کردند.
بعد از پایان جنگ، سرزمین‌های شرقی سابق آلمان به لهستان و اتحاد جماهیر شوروی واگذار شد و رودخانه‌های اودر و نایسه به مرز شرقی جدید آلمان تبدیل شدند. این قلمرو به اصطلاح به «سرزمین‌های بازپس‌گرفته شده» لهستان موسوم شدند، این در حالی بود که تقریباً یک سوم از مناطق پروس شرقی به استان کالینینگراد در فدراسیون روسیه تغییر نام داد. تقریباً کل جمعیت آلمانی‌ها در این مناطق اخراج شدند یا فرار کردند. در غرب آلمان، در منطقه زار یک منطقه تحت کنترل فرانسه با خودمختاری محدود تشکیل شد که قوانین شهروندی مختص به خود را داشت.
با شروع جنگ سرد، بخش‌های غربی آلمان به عنوان ترایزون تحت اشغال سه قدرت غربی ایالات متحده، فرانسه و بریتانیا بودند با هم یکپارچه شدند و جمهوری فدرال آلمان یا آلمان غربی را تشکیل دادند. مناطق تحت اشغال نیروهای متفقین در برلین غربی نیز در سال ۱۹۴۹ الحاق خود را به جمهوری فدرال آلمان اعلام کرد اما این اعلامیه توسط قدرت‌های اشغالگر رد شد. منطقه تحت اشغال شوروی، از جمله برلین شرقی، در اکتبر همان سال جمهوری دموکراتیک آلمان یا آلمان شرقی را تشکیل دادند. از ۱ ژانویه ۱۹۵۷، منطقه محافظت‌شده زار در غرب آلمان، مطابق ماده ۲۳ قانون اساسی آلمان غربی، الحاق خود را به جمهوری فدرال آلمان اعلام کرد. پس از پایان جنگ سرد آلمان شرقی - از جمله برلین شرقی، و برلین غربی - از همان بند قانون اساسی آلمان غربی استفاده کردند و الحاق خود را به جمهوری فدرال آلمان در ۳ اکتبر ۱۹۹۰ اعلام کردند – رویدادی که از آن به عنوان اتحاد مجدد آلمان نام برده می‌شود.